# 27845 Josephmeyer
27845 Josephmeyer este un asteroid din centura principală de asteroizi.

## Descriere
27845 Josephmeyer este un asteroid din centura principală de asteroizi. A fost descoperit pe 5 octombrie 1994 la Tautenburg de Freimut Börngen. Asteroidul prezintă o orbită caracterizată de o semiaxă mare de 2,37 ua, o excentricitate de 0,16 și o înclinație de 3,4° în raport cu ecliptica.